# Dawsomyces
Dawsomyces är ett släkte av svampar. Dawsomyces ingår i klassen Arthoniomycetes, divisionen sporsäcksvampar och riket svampar.
|            | Arthoniales                                                                        |
|            |                                                                                    |
| Dawsomyces | \| \| Dawsomyces mirabilis \| \| \| \| \| \| Dawsomyces subinvisibilis \| \| \| \| |
|            | \| \| Dawsomyces mirabilis \| \| \| \| \| \| Dawsomyces subinvisibilis \| \| \| \| |
|            | Dawsomyces mirabilis                                                               |
|            |                                                                                    |
|            | Dawsomyces subinvisibilis                                                          |
|            |                                                                                    |

|  | Dawsomyces mirabilis      |
|  |                           |
|  | Dawsomyces subinvisibilis |
|  |                           |